# Équipe unifiée aux Jeux olympiques d'été de 1992
L'Équipe unifiée aux Jeux olympiques d'été de 1992 à Barcelone était une équipe réunissant des athlètes de douze des quinze anciennes Républiques socialistes soviétiques, la Lituanie, l'Estonie et la Lettonie concouraient déjà séparément. L'Équipe était également appelée l'équipe de la Communauté des États indépendants (CEI) bien que la Géorgie ne soit pas encore membre de la CEI à cette époque.
Elle concourait sous le code du CIO EUN.
L'Équipe unifiée a terminé première au classement des nations devant les États-Unis, avec un total de 112 médailles (45 d'or, 38 d'argent et 29 de bronze).

## Liste des médaillés de l'Équipe unifiée

### Médailles d'or
| Sport                             | Discipline                                        | Sportifs | Performance         |
| Médailles d'or : 45               | Médailles d'or : 45                               | Médailles d'or : 45 | Médailles d'or : 45 |
| --------------------------------- | ------------------------------------------------- | --- | ------------------- |
| Athlétisme                        | 50 km marche (H)                                  | Andrey Perlov | 3 h 50 min 13 s     |
| Athlétisme                        | 3 000 m (F)                                       | Yelena Romanova | 8 min 46 s 04       |
| Athlétisme                        | 4 × 400 m (F)                                     | Yelena Ruzina, Lyudmila Dzhigalova, Olga Nazarova, Olga Bryzgina, Liliya Nurutdinova, Marina Shmonina | 3 min 20 s 20       |
| Athlétisme                        | Marathon (F)                                      | Valentina Yegorova | 2 h 32 min 41 s     |
| Athlétisme                        | Saut à la perche (H)                              | Maksim Tarasov | 5,80 m              |
| Athlétisme                        | Lancer du poids (F)                               | Svetlana Krivelyova | 21,06 m             |
| Athlétisme                        | Lancer du marteau (H)                             | Andrey Abduvaliyev | 82,54 m             |
| Basket-ball                       | Tournoi (F)                                       | Elena Zhirko, Elena Baranova, Irina Gerlits, Elena Tornikidou, Alena Chvaïbovitch, Marina Tkatchenko, Irina Minkh, Ielena Khoudachova, Irina Soumnikova, Elen Bounatiants, Natalia Zassoulskaia, Svetlana Zaboloueva |                     |
| Escrime                           | Sabre par équipe                                  | Grigori Kirienko, Aleksandr Chirchov, Giorgi Pogossov, Vadym Gutzeit, Stanislav Pozdniakov |                     |
| Gymnastique artistique            | Concours général individuel (F)                   | Tatiana Gutsu | 39,737 pts          |
| Gymnastique artistique            | Concours général individuel (H)                   | Vitaly Scherbo | 59,025 pts          |
| Gymnastique artistique            | Concours général par équipe (F)                   | Svetlana Boginskaya, Tatiana Gutsu, Oksana Chusovitina, Tatiana Lyssenko, Elena Grudneva, Rozalia Galiyeva | 395,666 pts         |
| Gymnastique artistique            | Concours général par équipe (H)                   | Vitaly Scherbo, Hryhoriy Misyutin, Rustam Sharipov, Valery Belenky, Ihor Korobchynskyy, Aleksey Voropayev | 585,45 pts          |
| Gymnastique artistique            | Poutre (F)                                        | Tatiana Lyssenko | 9,975 pts           |
| Gymnastique artistique            | Cheval d'arçons (H)                               | Vitaly Scherbo | 9,925 pts           |
| Gymnastique artistique            | Anneaux (H)                                       | Vitaly Scherbo | 9,937 pts           |
| Gymnastique artistique            | Saut de cheval (H)                                | Vitaly Scherbo | 9,856 pts           |
| Gymnastique artistique            | Barres parallèles                                 | Vitaly Scherbo | 9,900 pts           |
| Gymnastique rythmique et sportive | Épreuve individuelle (F)                          | Alexandra Timoshenko |                     |
| Haltérophilie                     | Poids légers 60-67,5 kg (H)                       | Israel Militosian | 337,5 kg            |
| Haltérophilie                     | Poids moyens 67,5-75 kg (H)                       | Fedor Kassapu | 357,5 kg            |
| Haltérophilie                     | Poids lourds moyens 82,5-90 kg (H)                | Kakhi Kakhiashvili | 412,5 kg            |
| Haltérophilie                     | Poids lourds-légers 90-100 kg (H)                 | Victor Tregoubov | 410,0 kg            |
| Haltérophilie                     | Poids super-welters +110 kg (H)                   | Alexander Kurlovitch | 450,0 kg            |
| Handball                          | Tournoi (H)                                       | Andreï Lavrov, Igor Vassiliev, Iouri Gavrilov, Andreï Barbachinski, Sergueï Bebechko, Valeri Gopine, Vassili Koudinov, Talant Dujshebaev, Mikhaïl Iakimovitch, Oleg Grebnev, Oleg Kisselev, Igor Tchoumak            |                     |
| Judo                              | Moins de 60 kg (H)                                | Nazim Hüseynov |                     |
| Judo                              | Plus de 95 kg (H)                                 | David Khakhaleishvili |                     |
| Lutte                             | Lutte libre Poids légers 62-68 kg (H)             | Arsen Fadzaev |                     |
| Lutte                             | Lutte libre Poids mi-lourds 82-90 kg (H)          | Makharbek Khadartsev |                     |
| Lutte                             | Lutte libre Poids mi-lourds 90-100 kg (H)         | Leri Khabelov |                     |
| Lutte                             | Lutte gréco-romaine Poids super-mouche -48 kg (H) | Oleg Koutcherenko |                     |
| Lutte                             | Lutte gréco-romaine Poids mi-moyens 68-74 kg (H)  | Mnatsakan Iskandarian |                     |
| Lutte                             | Poids super-lourds, 100-130 kg                    | Alexander Karelin |                     |
| Natation                          | 100 m brasse(F)                                   | Yelena Rudkovskaya | 1 min 08 s 00       |
| Natation                          | 50 m nage libre (H)                               | Alexander Popov | 21 s 91             |
| Natation                          | 100 m nage libre (H)                              | Alexander Popov | 49 s 02             |
| Natation                          | 200 m nage libre (H)                              | Yevgeny Sadovyi | 1 min 46 s 70       |
| Natation                          | 400 m nage libre (H)                              | Yevgeny Sadovyi | 3 min 45 s 00       |
| Natation                          | 4 × 200 m nage libre (H)                          | Dmitri Lepikov, Vladimir Pyshnenko, Veniamine Taïanovitch, Yevgeny Sadovyi, Alexei Koudriavtsev, Jouri Moukhine | 7 min 11 s 95       |
| Tir                               | Pistolet libre 50 m (H)                           | Konstantin Lukashik | 658,0 pts           |
| Tir                               | Carabine à air comprimé 10 m (H)                  | Yuri Fedkin | 695,5 pts           |
| Tir                               | Carabine 3 positions 50 m (H)                     | Grachia Petikian | 1267,4 pts          |
| Tir                               | Pistolet à air comprimé 10 m (F)                  | Marina Logvinenko | 486,4 pts           |
| Tir                               | Pistolet sportif 25 m (F)                         | Marina Logvinenko | 684 pts             |

### Médailles d'argent
| Sport                   | Discipline                                    | Sportifs | Performance             |
| Médailles d'argent : 38 | Médailles d'argent : 38                       | Médailles d'argent : 38 | Médailles d'argent : 38 |
| ----------------------- | --------------------------------------------- | --- | ----------------------- |
| Athlétisme              | 400 m (F)                                     | Olga Bryzgina | 49 s 05                 |
| Athlétisme              | 800 m (F)                                     | Lilia Nurutdinova | 1 min 55 s 99           |
| Athlétisme              | 1 500 m (F)                                   | Ludmila Rogacheva | 3 min 56 s 91           |
| Athlétisme              | 3 000 m (F)                                   | Tatyana Dorovskikh | 8 min 46 s 85           |
| Athlétisme              | 4 × 100 m (F)                                 | Olga Bogoslovskaya, Galina Malchugina, Marina Trandenkova, Irina Privalova | 42 s 16                 |
| Athlétisme              | 10 km marche (F)                              | Yelena Nikolayeva | 44 min 33 s             |
| Athlétisme              | Saut en longueur (F)                          | Inessa Kravets | 7,12 m                  |
| Athlétisme              | Saut à la perche (H)                          | Igor Trandenkov | 5,80 m                  |
| Athlétisme              | Lancer du marteau (H)                         | Igor Astapkovich | 81,96 m                 |
| Athlétisme              | Lancer du javelot (F)                         | Natalya Shikolenko | 68,26 m                 |
| Athlétisme              | Heptathlon (F)                                | Irina Belova | 6 845 pts               |
| Boxe                    | Poids mi-lourd moins de 81 kg (H)             | Rostislav Zaoulichniy |                         |
| Escrime                 | Fleuret (H)                                   | Serhiy Holubytskyy |                         |
| Escrime                 | Épée (H)                                      | Pavel Kolobkov |                         |
| Gymnastique artistique  | Concours général individuel (H)               | Grigory Misutin | 58,925 pts              |
| Gymnastique artistique  | Barres asymétriques (F)                       | Tatiana Gutsu | 9,975 pts               |
| Gymnastique artistique  | Sol (H)                                       | Grigory Misutin | 9,787 pts               |
| Gymnastique artistique  | Saut de cheval (H)                            | Grigory Misutin | 9,781 pts               |
| Gymnastique artistique  | Barre fixe (H)                                | Grigory Misutin | 9,837 pts               |
| Haltérophilie           | Poids lourds moyens 82,5-90 kg (H)            | Serguei Syrtsov | 412,5 kg                |
| Haltérophilie           | Poids lourds-légers 90-100 kg (H)             | Timour Taimazov | 402,5 kg                |
| Haltérophilie           | Poids lourds 100-110 kg (H)                   | Artour Akoev | 430,0 kg                |
| Haltérophilie           | Poids super-welters +110 kg (H)               | Leonid Taranenko | 425,0 kg                |
| Lutte                   | Lutte libre Poids coq 52-57 kg (H)            | Serguei Smal |                         |
| Lutte                   | Lutte libre Poids moyens 74-82 kg (H)         | Elmadi Jabrailov |                         |
| Lutte                   | Lutte gréco-romaine Poids mouche 48-52 kg (H) | Alfred Ter-Mkrtchyan |                         |
| Lutte                   | Lutte gréco-romaine Poids plume 57-62 kg (H)  | Serguei Martynov |                         |
| Lutte                   | Lutte gréco-romaine Poids légers 62-68 kg (H) | Islam Dougoutchiev |                         |
| Natation                | 200 m dos (M)                                 | Vladimir Selkov | 1 min 58 s 87           |
| Natation                | 4 × 100 m nage libre (H)                      | Pavlo Khnykin, Gennadiy Prigoda, Yuri Bashkatov, Alexander Popov, Vladimir Pyshnenko, Veniamine Taïanovitch | 3 min 17 s 56           |
| Natation                | 4 × 100 m 4 nages (H)                         | Vladimir Selkov, Vassili Ivanov, Pavlo Khnykin, Alexander Popov, Vladimir Pyshnenko, Vladislav Kulikov, Dmitri Kulikov | 3 min 38 s 56           |
| Pentathlon moderne      | Par équipe (H)                                | Eduard Zenovka Anatoli Starostine Dmitri Svatkovski | 15 924 pts              |
| Plongeon                | Tremplin 3 m (F)                              | Irina Lashko | 514,14 pts              |
| Plongeon                | Plateforme 10 m (F)                           | Elena Mirochina | 411,63 pts              |
| Tir                     | Pistolet à air comprimé 10 m (H)              | Sergei Piyianov | 684,1 pts.              |
| Tir                     | Cible mobile 10 m (H)                         | Anatoli Asrabayev | 673 pts                 |
| Volley-ball             | Tournoi (F)                                   | Valentina Ogiyenko, Natalia Morozova, Marina Nikoulina, Elena Tyurina, Irina Smirnova, Tatyana Sidorenko, Tatiana Menchova, Ievgeniya Artamonova, Galina Lebedeva, Svetlana Vassilevskaia, Elena Tcheboukina, Svetlana Koritova |                         |

### Médailles de bronze
| Sport                             | Discipline                                       | Sportifs | Performance              |
| Médailles de bronze : 29          | Médailles de bronze : 29                         | Médailles de bronze : 29 | Médailles de bronze : 29 |
| --------------------------------- | ------------------------------------------------ | --- | ------------------------ |
| Athlétisme                        | 100 m (F)                                        | Irina Privalova | 10 s 84                  |
| Athlétisme                        | Lancer du poids (H)                              | Vyacheslav Lykho | 20,94 m                  |
| Athlétisme                        | Lancer du marteau (H)                            | Igor Nikulin | 81,38 m                  |
| Aviron                            | Quatre de couple (F)                             | Antonina Zelikovitch, Tetiana Ustiuzhanina, Ekaterina Karsten, Elena Khloptseva | 6 min 25 s 07            |
| Boxe                              | Poids plume moins de 57 kg (H)                   | Ramazan Palyani |                          |
| Escrime                           | Fleuret (F)                                      | Tatyana Sadovskaya |                          |
| Escrime                           | Épée par équipe (H)                              | Pavel Kolobkov, Andrei Chouvalov, Sergei Kravchouk, Sergei Kostarev, Valeri Zacharevich |                          |
| Gymnastique artistique            | Concours général individuel (H)                  | Valery Belenky | 58,925 pts               |
| Gymnastique artistique            | Saut de cheval (F)                               | Tatiana Lyssenko | 9,912 pts                |
| Gymnastique artistique            | Sol (F)                                          | Tatiana Gutsu | 9,912 pts                |
| Gymnastique artistique            | Barres parallèles (H)                            | Igor Korobchinsky | 9,800 pts                |
| Gymnastique rythmique et sportive | Épreuve individuelle (F)                         | Oxana Skaldina |                          |
| Handball                          | Tournoi (F)                                      | Natalia Anissimova, Marina Bazanova, Svetlana Bogdanova, Galina Borzenkova, Natalia Deriouguina, Tatiana Djandjgava, Lioudmila Goudz, Elina Gousseva, Tatiana Gorb, Larissa Kisseliova (en), Natalia Morskova, Galina Onoprienko, Svetlana Priakhina. Sélectionneur : Alexandre Tarassikov (ru) |                          |
| Judo                              | Moins de 94 kg (H)                               | Dmitri Sergeyev |                          |
| Judo                              | Moins de 61 kg (F)                               | Ielena Petrova |                          |
| Lutte                             | Lutte libre Poids super-mouche -48 kg (H)        | Vougar Oroudjov |                          |
| Lutte                             | Lutte libre Poids super-lourds 100-130 kg (H)    | David Gobedjichvili |                          |
| Lutte                             | Lutte gréco-romaine Poids moyens 74-82 kg (H)    | Daoulet Tourlykhanov |                          |
| Lutte                             | Lutte gréco-romaine Poids mi-lourds 82-90 kg (H) | Gogui Kogouachvili |                          |
| Lutte                             | Lutte gréco-romaine Poids lourds, 90-100 kg (H)  | Serguei Demiachkievitch |                          |
| Natation                          | 4 × 100 m 4 nages (F)                            | Nina Zhivanevskaya, Olga Kirichenko, Natalya Meshcheryakova, Elena Rudkovskaya, Elena Choubina | 4 min 06 s 44            |
| Pentathlon moderne                | Individuel (H)                                   | Eduard Zenovka | 5 338 pts                |
| Plongeon                          | Tremplin 3 m (H)                                 | Dmitri Sautin | 627,78 pts               |
| Tennis                            | Simple (H)                                       | Andreï Cherkasov |                          |
| Tennis                            | Double (F)                                       | Leila Meskhi, Natasha Zvereva |                          |
| Tir                               | Pistolet rapide 25 m (H)                         | Vladimir Vokhmianin | 882 pts                  |
| Tir à l'arc                       | Individuel (F)                                   | Natalia Valeeva |                          |
| Tir à l'arc                       | Par équipe (F)                                   | Natalia Valeeva Khatouna Kvrivishvili Lioudmila Arjannikova |                          |
| Water polo                        | Tournoi (H)                                      | Sergey Naumov, Alexandre Ogorodnikov, Alexandre Tchuguir, Dmitri Apanassenko, Andrei Belofastov, Evgueni Charonov, Dmitriy Gorshkov, Vladimir Karabutov, Aleksandr Kolotov, Alexandre Kovalenko, Nikolay Kozlov, Serghei Marcoci, Alexei Vdovine                                                |                          |